# Melanagromyza wedeliaphoeta
Melanagromyza wedeliaphoeta är en tvåvingeart som beskrevs av Martinez 1992. Melanagromyza wedeliaphoeta ingår i släktet Melanagromyza och familjen minerarflugor.
Artens utbredningsområde är Guadeloupe. Inga underarter finns listade i Catalogue of Life.